# Eugenius

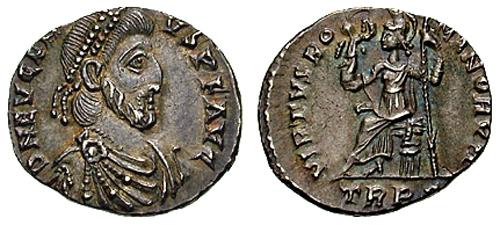
Siliqua des Eugenius

Flavius Eugenius († 6. September 394 am Frigidus, heute der Bach Hubelj im slowenischen Vipavatal) beanspruchte als Usurpator von 392 bis 394, gestützt auf die militärische Macht des Heermeisters Arbogast, für sich den Titel eines Kaisers (Augustus) im Westen des Römischen Reiches. Die Usurpation, die sich auch auf heidnische stadtrömische Kreise um den Prätorianerpräfekten Virius Nicomachus Flavianus stützte, scheiterte 394 in der Schlacht am Frigidus, in der Eugenius’ Armee der des Theodosius I. unterlag.

## Vorgeschichte der Erhebung
Eugenius war ein gebildeter Angehöriger des alten römischen Senatsadels. Diese Gruppe hatte im spätantiken Römischen Reich an Einfluss verloren, nachdem Konstantin der Große die militärische und zivile Verwaltung voneinander getrennt und die kaiserliche Residenz nach Konstantinopel verlegt hatte. Sie war aber über Ämter der zivilen Administration weiterhin an den Regierungsgeschäften beteiligt. Eugenius war zunächst offenbar als Lehrer der lateinischen Grammatik und Rhetorik tätig; für das Jahr 385 ist er als vir clarissimus belegt, was seinen senatorischen Rang bezeugt. Vor 392 diente er als magister scrinii am Hof des jungen Kaisers Valentinian II. im Westen des Reiches und war als solcher der Vorsteher des Büros zur Aufbewahrung und Sortierung der kaiserlichen Dokumente (scrinium).
388 war Theodosius I., der Kaiser des Ostens, mit seinem Heer in den Westen des Römischen Reiches gekommen, um den Usurpator Magnus Maximus zu beseitigen, was auch gelang. Theodosius blieb anschließend mehrere Jahre im Westen. In diesem Zusammenhang scheint Eugenius den Heermeister Richomer kennengelernt zu haben, einen General fränkischer Herkunft, der unter Theodosius diente. Hierüber fand er Anschluss an eine Gruppe von Franken, die hohe Stellungen im Militär beider Reichsteile innehatten. Richomer machte Eugenius mit Arbogast bekannt, seinem Neffen, der als Heermeister (magister militum) für den jugendlichen Kaiser Valentinian II. die Regierungsgeschäfte führte.
Am 15. Mai 392 wurde Valentinian II. erhängt in seinem Palast in Vienne aufgefunden. Es ist nicht völlig klar, ob er vom mächtigen Heermeister Arbogast ermordet wurde oder ob er, wie die neuere Forschung meistens annimmt, aufgrund seiner Hilflosigkeit Suizid beging. Arbogast wartete jedenfalls drei Monate vergeblich darauf, dass Theodosius I., Kaiser des Ostens und nunmehr senior Augustus, einen neuen Kaiser für den Westen des Imperiums ernannte. In Frage gekommen wäre etwa einer der beiden jungen Söhne des Theodosius, Arcadius oder Honorius, doch wollte Theodosius sie womöglich nicht dem Risiko aussetzen, ein Ende wie Valentinian zu finden. Eine Ablösung Arbogasts kam ebenfalls nicht in Frage, da seine Stellung im westlichen Reichsheer unangefochten war. Insofern kann Theodosius wohl eine gewisse Ratlosigkeit in dieser Situation unterstellt werden.

## Erhebung und Herrschaft
Am 22. August 392 ließ Arbogast Eugenius zum Augustus ausrufen. Arbogast selbst, der eigentliche starke Mann im Westen, wäre als Germane und Heide nicht als Kaiser durchsetzbar gewesen. Dass die Wahl auf Eugenius fiel, ist eher als Notlösung zu betrachten, denn auch Arbogast war durch den plötzlichen Tod Valentinians II., ob er nun direkt oder indirekt schuld daran war, in eine prekäre Situation geraten. Obwohl Eugenius, wenngleich selbst wenigstens formal Christ, dem Heidentum relativ tolerant gegenüberstand, sind religiöse Motive bei seiner Erhebung wohl auszuschließen. Eugenius hatte nicht nur gute Kontakte zu heidnischen Senatoren, wenngleich eine zunehmende Anzahl der Senatoren aus Christen bestand, sondern auch zum einflussreichen Bischof von Mediolanum (Mailand), Ambrosius. Als Zivilbeamter konnte er zudem Arbogasts Stellung beim Heer nicht gefährden. Eugenius nahm bald Kontakt zu Theodosius auf und bat um Anerkennung, doch dieser verhielt sich ausweichend. Im Winter 392/393 unternahm Arbogast einen Feldzug gegen germanische Stämme am Rhein (siehe auch Marcomer). In dieser Zeit wurde auch immer deutlicher, dass Theodosius an einer Übereinkunft eigentlich nicht interessiert war, zumal er das Konsulat des Eugenius, das dieser 393 für sich beanspruchte, nicht anerkannte. In der historischen Forschung wurde auch die Überlegung angestellt, dass die antiheidnische Gesetzgebung des Theodosius in dieser Zeit, die allerdings (wohl durchaus absichtlich) eher lasch umgesetzt wurde, wohl auch das Ziel hatte, die Christen im Westen an Theodosius zu binden und einen möglichst scharfen Gegensatz zu Eugenius zu erzeugen.
Im Frühjahr 393 verlegte Eugenius seine Residenz nach Mediolanum (heute Mailand). Bald verstärkten sich auch die Kontakte zu einer Gruppe einflussreicher heidnischer Senatoren. Diese hatten die Anerkennung des Eugenius als Kaiser im Senat durchgesetzt. An der Spitze dieser heidnischen Senatoren stand der bekannte Politiker und Gelehrte Virius Nicomachus Flavianus, der sich vehement für die traditionellen Götterkulte einsetzte. Flavianus und andere heidnische Senatoren drängten nun darauf, dass die in der Vergangenheit von christlichen Kaisern entzogenen Privilegien wiederhergestellt werden sollten. Eugenius verhielt sich zunächst allerdings abwartend und wies die Bitten der heidnischen Senatoren ab; erst bei einer dritten Anfrage entschied er, dass die geraubten Tempelgüter, nicht aber die Tempel selbst zurückerstattet werden sollten. Zugleich war Eugenius bestrebt, wenigstens formal ein gewisses Gleichgewicht zu erhalten. So wollte er auch Christen Geschenke zukommen lassen, was diese jedoch ablehnten. Auch Ambrosius hielt Distanz zu Eugenius, wohl vor allem wegen dessen (wenn auch begrenzt) wohlwollender Haltung gegenüber den Heiden, möglicherweise aber auch aufgrund dynastischer Loyalität zu Theodosius, der Eugenius nicht anerkannt hatte. Insgesamt lässt sich sagen, dass sich unter Eugenius’ Anhängern sowohl Christen als auch Altgläubige fanden.
Um seine Stellung zu sichern, setzte Eugenius nun aber notgedrungen verstärkt auf die heidnischen Senatoren. Nicomachus Flavianus wurde 393 zum Prätoriumspräfekten für Italien ernannt, sein gleichnamiger Sohn wurde Stadtpräfekt von Rom. Im Gegensatz zu seinem Freund, dem bekannten Senator und Redner Quintus Aurelius Symmachus, der sich bewusst abwartend verhielt, engagierte sich Flavianus stark für die neue Regierung. Offenbar sah er nun die Gelegenheit gekommen, den Einfluss heidnischer Kreise auf die Politik und das öffentliche Leben wieder zu verstärken. Dabei ging Flavianus recht unsensibel vor und trug zur späteren Verschärfung der Situation nicht unerheblich bei. Eugenius gestattete möglicherweise sogar, den Victoriaaltar in der Curia des Senats wiederherzustellen, doch ist es unsicher, ob es dazu wirklich noch einmal kam. In der älteren Forschung wurde auch eine Inschrift des praefectus annonae unter Eugenius, Numerius Proiectus, aus Ostia als Beispiel für die Wiederherstellung der heidnischen Tempel gedeutet. Die neuere Forschung hat an dieser Deutung jedoch Zweifel angemeldet. Auch öffentliche Opfer, von Theodosius verboten, fanden wieder statt.
Zugleich aber weigerte sich Eugenius, wieder den Titel pontifex maximus anzunehmen, und bis zuletzt warb er um die Unterstützung der Bischöfe, die freilich durch die neue Entwicklung wenig geneigt waren, dem nachzukommen. Insbesondere Alan Cameron hat grundlegende Zweifel bezüglich eines regelrechten „pagan revival“ im Westen dargelegt. Anscheinend unterstützten mehrere, keineswegs jedoch alle altgläubigen Senatoren Eugenius; besonders hervor tat sich Nicomachus Flavianus, dessen religiöser Eifer jedoch etwa von Symmachus nicht geteilt wurde. Auch aus politischem Kalkül wollten viele Heiden wohl eher abwarten, wie sich die Zukunft entwickeln würde; von den Reaktionen christlicher Senatoren, deren Zahl nicht unbedeutend war, ist nichts bekannt. Letztlich sollte die Unterstützung, die Eugenius von den Heiden erfuhr, nur dazu führen, dass Theodosius seine antipaganen Gesetze, die vor allem Symbolcharakter hatten, noch verschärfte. Die meisten Althistoriker gehen heute mit guten Gründen davon aus, dass der religiöse Faktor für die Auseinandersetzung eine weitaus geringere Bedeutung hatte, als es die (mit wenigen Ausnahmen, wie etwa Zosimos) vor allem protheodosianischen Quellen suggerieren. Es handelte sich um einen Machtkampf, um einen politischen Konflikt, der nachträglich religiös aufgeladen wurde. Auch die heidnischen Senatoren um die Nicomachi scheinen Eugenius nicht rein aus religiösen Gründen unterstützt zu haben; anscheinend sahen sie in Arbogast und Eugenius die Sicherheit des Reichswestens und damit ihre eigenen politisch-ökonomischen Interessen besser gewahrt.

## Niederlage und Tod

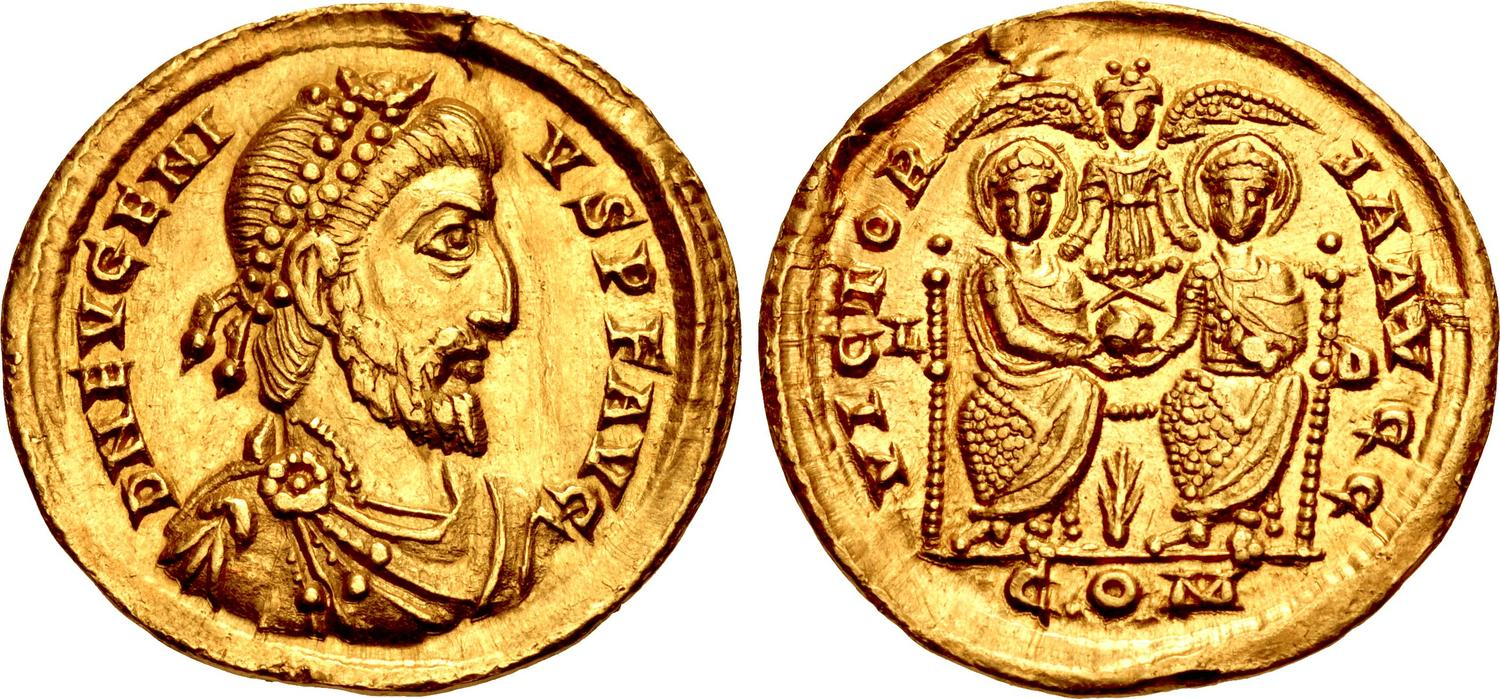
Solidus, geprägt 392/393 in Lugdunum (Lyon). Vorderseite: Porträt des Eugenius; Rückseite: Darstellung zweier Augusti, die gemeinsam das Reich regieren.

Arbogast und Eugenius bemühten sich bis 393 um die Anerkennung durch den senior Augustus Theodosius I., prägten Münzen mit seinem Abbild und setzten Inschriften im Namen von Eugenius, Theodosius und Arcadius. Theodosius zeigte sich jedoch unbeeindruckt: Er erhob seinen jüngeren Sohn Honorius demonstrativ zum Mitkaiser für den Westen und trat der Usurpation nach längerer Vorbereitung schließlich auch militärisch entgegen, indem er in Italien einmarschierte und Eugenius’ Armee in der äußerst blutigen Schlacht am Frigidus (im heutigen Slowenien) am 5./6. September 394 schlug. Das von mehreren, vor allem christlichen Quellen vermittelte Bild eines regelrechten Religionskampfes ist subjektiv gefärbt; auf beiden Seiten kämpften am Frigidus Christen und Heiden. Allerdings kann letztlich nicht ausgeschlossen werden, dass nach einem Sieg des Eugenius der Druck des „harten Kerns“ der Heiden um Nicomachus Flavianus auf Eugenius zugenommen und sich die Situation für die Christen möglicherweise verschlechtert hätte. Doch dazu kam es nicht: Arbogast und der ältere Nicomachus Flavianus begingen unmittelbar nach dieser entscheidenden Niederlage Suizid, während Eugenius von feindlichen Soldaten ergriffen und erschlagen wurde. Theodosius wurde, wenngleich nur für kurze Zeit, der letzte Herrscher des Gesamtreiches.